# Cladosporium robiniae
Cladosporium robiniae är en svampart som först beskrevs av Kabát & Bubák, och fick sitt nu gällande namn av J.C. David 1997. Cladosporium robiniae ingår i släktet Cladosporium och familjen Davidiellaceae.   Inga underarter finns listade i Catalogue of Life.